# Stenoonops scabriculus
Stenoonops scabriculus là một loài nhện trong họ Oonopidae.
Loài này thuộc chi Stenoonops. Stenoonops scabriculus được Eugène Simon miêu tả năm 1891.